# Schweizer Meisterschaften im Skilanglauf 1990
Die Schweizer Meisterschaften im Skilanglauf 1990 fanden vom 2. Februar 1990 bis zum 7. Februar 1990 in Les Cernets und am 31. März und 1. April 1990 im Les Diablerets statt. Ausgetragen bei den Männern wurden die Distanzen 30 km und 50 km, sowie die 4 × 10 km Staffel. Bei den Frauen fanden die Distanzen 15 km und 30 km, sowie die 4 × 5 km Staffel statt. Zudem wurden erstmals Verfolgungsrennen ausgetragen. Die erfolgreichsten Skilangläufer waren Jeremias Wigger der über 30 km und im Verfolgungsrennen gewann und Jürg Capol, der im Verfolgungsrennen siegte und mit der Staffel von Alpina St. Moritz. Bei den Frauen siegte Sandra Parpan über 15 km, Marianne Irniger im Verfolgungsrennen, sowie mit der Staffel von Ostschweizer Skiverband und Sylvia Honegger über 30 km.

## Männer

### 30 km klassisch
| Platz | Name               | Verein                | Zeit (std) |
| ----- | ------------------ | --------------------- | ---------- |
| 01    | Jeremias Wigger    | SC Entlebuch          | 1:23:26,3  |
| 02    | Erwin Lauber       | SC Marbach            | 1:23:39,2  |
| 03    | Hans Diethelm      | SC Galgenen           | 1:23:52,3  |
| 04    | Jürg Capol         | SC Bernina Pontresina | 1:24:00,0  |
| 05    | Markus Fähndrich   | SC Horw               | 1:26:04,7  |
| 06    | Wilhelm Aschwanden | SC Marbach            | 1:26:32,7  |
| 07    | Hans-Luzi Kindschi | SC Davos              | 1:26:47,0  |
| 08    | André Rey          | Ulrichen              | 1:27:05,2  |
| 09    | Laurent Perruchoud | Vercorin              | 1:27:59,3  |
| 10    | André Jungen       | SC Adelboden          | 1:28:12,8  |

Datum: Freitag, 2. Februar 1990 in Les Cernets

In Abwesenheit von Andy Grünenfelder und Vorjahressieger Giachem Guidon, holte Jeremias Wigger seinen ersten Meistertitel.

### 13 km klassisch + 14 km Freistil
| Platz | Name               | Verein            | Zeit (min) |
| ----- | ------------------ | ----------------- | ---------- |
| 01    | Jeremias Wigger    | SC Entlebuch      | 33:34,1    |
| 01    | Hans Diethelm      | SC Galgenen       | 33:34,1    |
| 01    | Jürg Capol         | Alpina St. Moritz | 33:34,1    |
| 04    | Erwin Lauber       | SC Marbach        | 34:26,6    |
| 05    | Hans-Luzi Kindschi | SC Davos          | 34:28,9    |
| 06    | Daniel Hediger     | SC Bex            | 34:35,0    |
| 07    | André Rey          | Ulrichen          | 35:22,7    |
| 08    | Wilhelm Aschwanden | SC Marbach        | 35:29,8    |
| 09    | Peter Schwager     | Zürich            | 35:30,5    |
| 10    | André Jungen       | SC Adelboden      | 35:31,1    |

Datum: Dienstag, 6. Februar 1990 und Mittwoch 7. Februar 1990 in Les Cernets

Erstmals wurde bei Schweizer Meisterschaften ein Verfolgungswettbewerb durchgeführt. Nach 13 km in der klassischen Technik führte Jeremias Wigger mit 15,2 Sekunden Vorsprung auf Hans Diethelm und Jürg Capol. Während des Verfolgungsrennens über 14 km Freistil wurde der Führende Wigger von Diethelm und Capol eingeholt. Es kam zu Stehversuche, wobei keiner den Führenden aufgrund der geringen Streckenbreite überholen konnte. Dies führte dazu, dass Wigger, Capol und Diethelm aus Protest, "gegenüber der untauglichen Wettkampfform bei gewissen Voraussetzungen", gemeinsam über die Ziellinie fuhren. Da gegen keine Regel verstossen wurde, gewannen zunächst alle drei Läufer den Schweizer Meistertitel. Nachträglich wurden diese Medaillen von der Direktion des Schweizerischen Skiverbands wegen unsportlichen Verhalten aberkannt. Damit wurde kein Meistertitel vergeben. Es waren 93 Läufer am Start.

### 50 km Freistil
| Platz | Name               | Verein        | Zeit (std) |
| ----- | ------------------ | ------------- | ---------- |
| 01    | André Jungen       | SC Adelboden  | 2:02:20,9  |
| 02    | Daniel Hediger     | SC Bex        | 2:03:16,5  |
| 03    | Hans Diethelm      | SC Galgenen   | 2:03:57,4  |
| 04    | Hans-Luzi Kindschi | SC Davos      | 2:06:02,3  |
| 05    | Kurt Ehrensperger  | SC Davos      | 2:06:31,6  |
| 06    | André Rey          | Les Cernets   | 2:07:36,8  |
| 07    | Toni Dinkel        | Lauterbrunnen | 2:08:11,1  |
| 08    | Wilhelm Aschwanden | SC Marbach    | 2:09:06,4  |
| 09    | Raimund Hug        | Mols          | 2:09:32,0  |
| 10    | Erwin Lauber       | SC Marbach    | 2:10:30,2  |

Datum: Sonntag, 1. April 1990 in Les Diablerets

Erstmals gewann der Adelbodener André Jungen das-50-km-Rennen vor Daniel Hediger und Hans Diethelm. Der vierfache Schweizer Meister Konrad Hallenbarter beendete nach diesen Rennen, das er nach 20 km vorzeitig beendete, seine Karriere. Es waren 101 Läufer am Start.

### 4 × 9 km Staffel
| Platz | Namen                                                           | Verein            | Zeit (std) |
| ----- | --------------------------------------------------------------- | ----------------- | ---------- |
| 01    | Werner Collenberg Fadri Guidon Giachem Guidon Jürg Capol        | Alpina St. Moritz | 1:17:55,5  |
| 02    | Hanspeter Lauber Wilhelm Aschwanden Isidor Haas Erwin Lauber    | SC Marbach        | 1:18:20,2  |
| 03    | Adrian Trapletti Martin Bacher Raoul Volken Konrad Hallenbarter | SC Obergoms       | 1:20:08,4  |
| 04    | Steve Maillardet Daniel Galster Emanuel Buchs André Rey         | Grenzwachtkorps   | 1:20:54,9  |

Datum: Sonntag, 4. Februar 1990 in Les Cernets

## Frauen

### 15 km klassisch
| Platz | Name               | Verein                | Zeit (min) |
| ----- | ------------------ | --------------------- | ---------- |
| 01    | Sandra Parpan      | SC Lenzerheide        | 54:59,4    |
| 02    | Marianne Irniger   | SC Urnäsch            | 55:08,0    |
| 03    | Sylvia Honegger    | Wald ZH               | 56:06,3    |
| 04    | Natascia Leonardi  | Airolo                | 57:19,7    |
| 05    | Elvira Knecht      | SC Rätia Chur         | 57:23,1    |
| 06    | Barbara Mettler    | Schwellbrunn          | 57:24,3    |
| 07    | Brigitte Albrecht  | SC Obergoms           | 59:01,2    |
| 08    | Myrtha Fässler     | Appenzell             | 59:05,0    |
| 09    | Annelies Lengacher | NSK Thun              | 59:31,4    |
| 010   | Karin Briggen      | SC Bernina Pontresina | 1:00:05,5  |

Datum: Samstag, 3. Februar 1990 in Les Cernets

Das erste Frauenrennen der Schweizer Meisterschaften nach dem Rücktritt der 23-fachen Meisterin Evi Kratzer gewann Sandra Parpan aus Lenzerheide vor Marianne Irniger und Sylvia Honegger.

### 6,5 km klassisch + 7 km Freistil
| Platz | Name                       | Verein         | Zeit (min) |
| ----- | -------------------------- | -------------- | ---------- |
| 01    | Marianne Irniger           | SC Urnäsch     | 19:36,4    |
| 02    | Sylvia Honegger            | Wald ZH        | 20:00,9    |
| 03    | Barbara Mettler            | Schwellbrunn   | 20:09,3    |
| 04    | Sandra Parpan              | SC Lenzerheide | 20:10,6    |
| 05    | Natascia Leonardi          | Airolo         | 20:27,5    |
| 06    | Elvira Knecht              | SC Rätia Chur  | 21:13,3    |
| 07    | Beatrice Schranz           | SC Adelboden   | 21:21,4    |
| 08    | Myrtha Fässler             | Appenzell      | 21:44,0    |
| 09    | Elisabeth Bucher-Glanzmann | SC Marbach     | 22:24,9    |
| 010   | Dolores Rupp               | Langnau        | 22:29,4    |

Datum: Dienstag, 6. Februar 1990 und Mittwoch 7. Februar 1990 in Les Cernets

Nach 6,5 km klassisch führte Irniger mit 7,2 Sekunden Vorsprung auf Parpan und 8,8 Sekunden auf Honegger. Es waren 44 Läuferinnen am Start.

### 30 km Freistil
| Platz | Name                       | Verein         | Zeit (std) |
| ----- | -------------------------- | -------------- | ---------- |
| 01    | Sylvia Honegger            | Wald ZH        | 1:22:22,9  |
| 02    | Marianne Irniger           | SC Urnäsch     | 1:22:25,3  |
| 03    | Sandra Parpan              | SC Lenzerheide | 1:23:32,9  |
| 04    | Brigitte Albrecht          | SC Obergoms    | 1:25:37,1  |
| 05    | Myrtha Fässler             | Appenzell      | 1:25:46,4  |
| 06    | Elisabeth Bucher-Glanzmann | SC Marbach     | 1:27:06,8  |
| 07    | Jasmin Baumann             | SC Davos       | 1:30:16,6  |
| 08    | Dolores Rupp               | Langnau        | 1:30:23,8  |
| 09    | Susanne Manser             | Hinwil         | 1:30:32,7  |
| 010   | Priska Haas                | SC Marbach     | 1:31:49,0  |

Datum: Samstag, 31. März 1990 in Les Diablerets

Sylvia Honegger gewann mit 2,4 Sekunden Vorsprung auf Marianne Irniger und holte damit ihren ersten Schweizer Meistertitel. Es waren 19 Läuferinnen am Start.

### 3 × 4,5 km Staffel
| Platz | Namen                                           | Verein                  | Zeit (min) |
| ----- | ----------------------------------------------- | ----------------------- | ---------- |
| 01    | Barbara Mettler Myrtha Fässler Marianne Irniger | Ostschweizer Skiverband | 34:51,5    |
| 02    | Jasmin Baumann Elvira Knecht Sandra Parpan      | Bündner Skiverband      | 35:49,2    |
| 03    | Dolores Rupp Susanne Manser Sylvia Honegger     | Zürcher Skiverband      | 36:15,5    |

Datum: Sonntag, 4. Februar 1990 in Les Cernets